# Supercoppa italiana 2012 (pallavolo maschile)
La Supercoppa italiana di pallavolo maschile 2012 si è svolta il 30 settembre 2012: al torneo hanno partecipato due squadre di club italiane e la vittoria finale è andata per la terza volta all'Associazione Sportiva Volley Lube.

## Regolamento
Le squadre hanno disputato una gara unica.

## Squadre partecipanti
| Squadra  | Qualificazione                  | Ultima partecipazione    |
| -------- | ------------------------------- | ------------------------ |
| Lube     | Vincitrice Serie A1 2011-12     | Supercoppa italiana 2009 |
| Trentino | Vincitrice Coppa Italia 2011-12 | Supercoppa italiana 2011 |

## Torneo
| 30 settembre 2012 PalaPanini, Modena Durata: 2h:15 - Spettatori: 4 741 | Lube | 3 - 2 | Trentino | 25-23, 19-25, 28-26, 20-25, 15-11 |